# Mikea

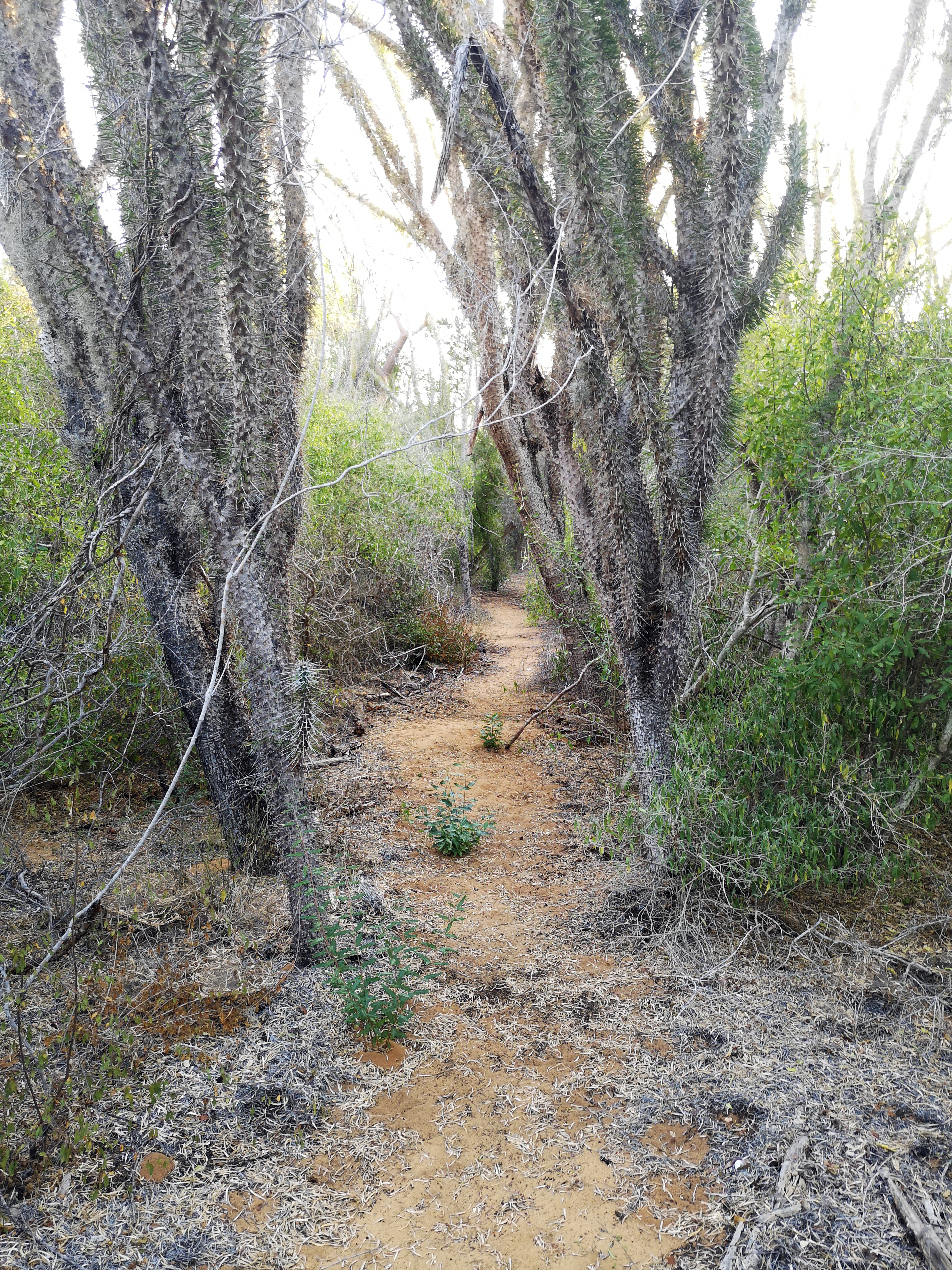
Forêt sèche, habitat des Mikea. Sud-ouest de Madagascar, région d'Ankasy.

Les Mikea sont un groupe de chasseurs-cueilleurs de langue malgache. Ils vivent dans la forêt des Mikea, dans une zone de transition entre les forêts décidues sèches de Madagascar et la zone des fourrés épineux de Madagascar au sud-ouest de l'île. Les Mikea sont principalement d'origine sakalave quoique le terme désigne un mode de vie plutôt qu'un groupe ethnique en soi et qu'on retrouve donc des personnes issues des différentes ethnies malgaches parmi les Mikea. Les campements familiaux des Mikea sont à l'origine ceux de personnes vivant des plantations de maïs aux abords de la forêt en saison des pluies et qui se rendent dans la forêt, laquelle est riche en tenrecs et autres gibiers en saison sèche, lorsqu'ils deviennent fortement dépendants des tubercules aqueux pour assurer leur approvisionnement quotidien en eau. Leur mode de vie est en interdépendance avec leurs voisins pêcheurs Vezo et les cultivateurs et éleveurs Masikoro auprès desquels ils échangent les produits cueillis ou cultivés dans la forêt. Beaucoup de Mikea s'emploient occasionnellement à exercer un travail rémunéré, tel que le gardiennage des zébus ou le soin des champs de maïs.
Les Mikea d'aujourd'hui ne sont pas les survivants d'une ancienne société de chasseurs-cueilleurs malgaches, mais des descendants d'individus qui se sont réfugiés dans la forêt, à partir des années 1800, pour échapper aux conflits militaires, aux lourdes impositions et à d'autres facteurs d'oppression. Leur mode de vie est perçu par les citadins et les villageois comme ancestral, contribuant à une mystique ayant inspiré diverses légendes. Ils sont généralement identifiés comme les mythiques Vazimbas, les habitants d'origine de l'île, quoiqu'il n'y ait aucune preuve de cela. Alors que 1 500 personnes s'identifient elles-mêmes comme Mikea, de nombreux Malgaches croient que la communauté n'existe plus de nos jours.

## Identité ethnique
Les Mikea sont des chasseurs-cueilleurs pratiquant une forme limitée d'agriculture. Le terme Mikea s'applique à ceux qui pratiquent ce mode de vie et n'est pas lié à un groupe ethnique particulier. Il existe de nombreux groupes appelés Mikea le long de la côte ouest et sud-ouest de Madagascar, la majorité vivant dans et autour de la forêt des Mikea sur la côte sud-ouest entre Morombe et Toliara, une zone s'étendant sur 2 500 km2. Historiquement, la plus grande concentration de Mikea s'étendait au sud jusqu'au fleuve Fiherenana et au nord jusqu'au fleuve Mangoky ; un autre groupe principal vivait à l'ouest et au sud-ouest du Lac Ihotry. Ils sont généralement considérés comme un sous-groupe sakalave, quoique certains Mikea aient leurs origines dans d'autres groupes ethniques. Leur mode de vie, perçu comme ancestral par les villageois et les citadins, contribue à entretenir à leur sujet de nombreux mythes et légendes parmi lesquels le fait qu'ils seraient les descendants des Vazimbas, les habitants originels de l'île ; il n'y a cependant aucune preuve à l'appui de cette croyance. La majorité des Malgaches croit que les Mikea sont un mythe et ne sait pas que certains de leurs compatriotes vivent de cette façon. Le terme Mikea est avant tout utilisé par les personnes extérieures à la communauté qui ne l'utilise pas souvent ; la plupart des Mikea se nomment eux-mêmes Vezo-Mikea ou Masikoro-Mikea, en fonction de leur lignée familiale.

## Histoire

La majeure partie des Mikea vit dans la forêt des Mikea, entre Toliara et Morombe.

Les Mikea ne sont pas les survivants d'une ancienne société de chasseurs-cueilleurs. Bien que les chercheurs ne soient pas sûrs du moment précis où les Mikea adoptèrent le mode de vie de chasseurs-cueilleurs et l'habitat forestier, ils ont déterminé qu'ils ne s'étaient que récemment établis en communauté. La plupart des actuels Mikea est supposée descendre de Masikoro ayant fui dans la forêt pour échapper à l'avancée du royaume de Merina et aux armées Sakalaves, aux XVIIIe et XIXe siècles. Des documents de l'époque coloniale française, datés de 1901, décrivent des chasseurs-cueilleurs, du nom de Mikea, vivant dans le sud-ouest de l'île. On pense que la population a gonflé lors de l'insurrection de 1947, dirigée contre le colonisateur français, lorsque de nombreux Malgaches quittèrent villes et villages pour se cacher dans les forêts du pays. L'exploration pétrolière dans les années 1950 et 1960 a entraîné la création de voies de circulation dans les forêts du sud-ouest, jusque-là intactes, qui aidèrent ultérieurement les migrations des villageois vers la forêt et le mode de vie Mikea.

## Société
Les Mikea sont soumis aux mêmes lois que tous les citoyens malgaches, mais, en pratique, les lois, le gouvernement et les services sociaux n'atteignent pas cette population vivant dans la forêt. Dans les campements Mikea, une forme égalitaire prédomine, le plus ancien membre masculin de la famille détenant le principal pouvoir décisionnel du groupe. Cela constraste avec certains autres groupes ethniques, tels que les Merina, qui présentent une forme complexe d'organisation sociale avec un système de castes assignant des rôles sociaux spécifiques à certains groupes familiaux. En 1991, on a estimé à 1 500 le nombre de personnes ayant adopté le mode de vie Mikea, essentiellement autour de la forêt des Mikea, une zone de très faibles précipitations. Ce nombre n'était estimé qu'à quelques centaines dans les années 1950, ce qui indique une croissance de la population. Le nombre de personnes vivant de la cueillette en forêt est difficile à estimer avec précision car la qualificatif de Mikea est variable dans son attribution et le degré de dépendance à la cueillette par rapport à l'agriculture saisonnière peut varier significativement à tout moment en fonction des conditions économiques et environnementales. Les Mikea sont socialement stigmatisés en référence à leur image de peuple primitif ou non civilisé.
L'habitat et l'organisation sociale des Mikea peuvent varier d'une communauté à l'autre. Certains passent leur vie entière en forêt, tandis que d'autres passent une partie de leur existence dans des villages ou des villes. Tout en vivant dans la forêt, les groupes se déplacent généralement saisonnièrement entre les campements les plus proches des ressources critiques. En saison des pluies, ils vivent le plus souvent en groupes de 30 à 50 personnes dans les portions de forêt vierge proches de leurs champs de maïs nouvellement défrichés et plantés. Les maisons sont carrées, avec des toits en pointe, comme ailleurs à Madagascar, et sont habituellement construites en chaume et écorces sur un cadre en bois. Ces maisons sont regroupées avec des grands espaces entre chaque. Les campements de saison des pluies sont utilisés entre trois et cinq ans en tant que base pour la cueillette en forêt avant que l'épuisement des ressources amène à occuper un nouvel emplacement. Ceux qui travaillent dans les champs de maïs peuvent vivre dans de simples abris en herbe, auprès de leurs cultures, jusqu'en avril ou mai, moment où ils reviennent à leurs abris d'écorce. Pendant la saison sèche, de mai à octobre, les campements se dispersent en groupes plus petits qui pénètrent plus profondément dans la forêt pour s'établir près des parcelles où poussent les tubercules babo ; les habitations se limitent à des abris de branches et des parasols en chaume, et certains n'utilisent aucun abri du tout. Dans les deux types d'habitations les meubles sont presque inexistants et les Mikea dorment typiquement sur le sable ou dans des fosses creusées au pied des termitières géantes.
Les Mikea luttent pour conserver la qualité de vie qu'ils recherchent. Alors que la forêt satisfait depuis longtemps à leurs besoins fondamentaux, la déforestation et la croissance de la population entraînent une tension quant à ces ressources. De plus, les Mikea cherchent désormais à obtenir des biens matériels de meilleure qualité, tels les vêtements, ce qui entraîne une implication supplémentaire dans l'économie monétisée de l'extérieur, par le commerce et le travail salarié, afin de récupérer de la monnaie locale. Ils paient aussi un tribut au manque d'accès aux services sociaux tels que l'éducation et la santé ; avec un seul hôpital pour toute la forêt des Mikea et un accès restreint à l'eau pour se laver, la prévalence des maladies telles que la tuberculose, la lèpre et les maladies de peau, est proportionnellement plus élevée qu'ailleurs.

### Affiliation familiale
Les Mikea tendent à décrire leur filiation à un village particulier selon l'un ou plusieurs des principaux lignages, associés respectivement au nord, au sud et au centre de la forêt des Mikea. La plupart ont une parentèle vivant dans les villages Vezo ou Masikoro de la région. Beaucoup de familles Mikea ont établi un ziva (« parenté à plaisanterie » commune en Afrique de l'Ouest) avec le clan Vohitse Vanovato des Masikoro, ce qui indique une degré de parenté relativement étroit entre eux.
Les campements Mikea sont typiquement des groupes familiaux. Ils comprennent un couple d'aînés, leurs fils mariés et les femmes de ces derniers, les petits-enfants issus de ces mariages, et les enfants célibataires du couple d'aînés, quel que soit leur âge. Les filles mariées rejoignent en général le campement de leur mari ; les couples mariés partagent cependant leur temps entre le campements des parents du mari et celui des parents de l'épouse. Les unions se scellent en respectant le fandeo, cérémonie durant laquelle l'homme est présenté à la famille de la future épousée, et l'acceptation des parents de cette dernière légitime l'union. Les enfants issus du mariage sont légitimés par des dons fait par le mari à la famille de sa femme. Les relations entre les frères de la femme (renilahy) et les enfants de cette dernière sont très fortes chez les Mikea, et les oncles adoptent souvent les enfants que le mari de leur sœur n'a pas légitimé. Le mari et la femme ont le droit de divorcer à tout moment, ainsi que celui de se remarier. La polygamie est aussi pratiquée.

### Pratiques religieuses
Comme pour la plupart des autres Malgaches, le système de croyances des Mikea tourne autour du culte des ancêtres. Ils partagent aussi la croyance, commune à Madagascar, en un dieu créateur, nommé Zanahary. Beaucoup croient à l'existence d'esprits de la forêt (koko), associés à certains endroits de la forêt considérés comme sacrés ; ces sites servent pour diverses cérémonies dans lesquelles le rhum possède une signification spirituelle et symbolique. Le plus important des esprits de la nature est Ndrianazo, le seigneur de la forêt. Le groupe familial étendu, qui se disperse en plusieurs campements, est uni autour de la figure centrale d'un prêtre, le mpitoka hazomanga, qui officie dans les cérémonies familiales les plus importantes dédiées aux ancêtres. En outre, dans chaque campement, il existe un « sage »,  l'ombiasy, qui interprète les volontés des ancêtres et des esprits ; il joue un rôle important dans les cérémonies telles que le mariage, la circoncision, les bénédictions, le rituel consacré aux ancêtres, les funérailles ainsi que le tromba et le bilo, cérémonies de possession par des esprits. Certains pratiquent le sikidy et d'autres formes de divination et proposent des conseils spirituels quant aux meilleurs jours ou endroits pour chasser, planter, déplacer le camp et autres évènements de la vie courante.

## Culture
Les Mikea sont culturellement et linguistiquement presque identiques à leurs voisins pêcheurs Vézos et au clan Sakalave des Masikoro, lesquels sont des éleveurs et des cultivateurs ; seuls leurs modes de vie traditionnels les distinguent. La filiation populaire entre Mikea et Vazimba a contribué à entretenir la croyance que les Mikea présentent les caractéristiques attribuées aux Vazimbas , tels que leur petite taille, le fait qu'ils ne portent pas de vêtements, le fait d'être timides, de fuir le contact avec les étrangers et de pratiquer un mode de vie en parfaite harmonie avec la nature. Aucune de ces affirmations n'est étayée par une quelconque preuve.
Les Mikea sont connus pour confectionner des masques, ce qui est rare à Madagascar, utilisant des dents et cheveux humains.

### Danse et musique
La musique occupe une part importante dans la vie sociale et spirituelle des Mikea. Des chants particuliers sont associés à un large éventail d'évènements sociaux et cérémoniels, tels les havoaza (les funérailles), bilo (rituel de guérison), tromba (possession par les esprits), ringa (compétitions de lutte), savatsy (rituel de circoncision) et d'autres encore. La musique est la plupart du temps vocale, souvent faite de sifflements, de cris et d'autres effets vocaux en sus du chant, avec des percussions allant des claquements de mains à la batterie de langoro (Djembé). Les conques de coquillages et les jejy lava (arc musical) complètent la panoplie d'instruments ; ces deux instruments anciens tendent à devenir rares à Madagascar et les Mikea les utilisent entre eux. Des instruments plus rares et plus coûteux, tels que le marovany (cordophone de type cithare) et le valiha (cithare en bambou) sont utilisés pour certains rituels sacrés d'invocation des ancêtres. Le joueur de marovany ou de valiha reçoit généralement une rétribution pour jouer les musiques cérémonielles. La plupart des chants sont accompagnés de danses qui leur sont particulières et ces rites continuent à être pratiqués de nos jours.

## Langue
Le Mikea parlent un dialecte du malgache (malagasy), lequel est une branche du groupe malayo-polynésien, dérivant du barito parlé dans le sud de Bornéo. Il est proche de celui parlé par les pêcheurs Vezo et le clan Sakavala des éleveurs Masikoro.

## Économie
Les conditions arides de la forêt épineuse, qui reçoit moins de 600 millimètres de pluie chaque année, conditionnent en grande partie les activités économiques des Mikea. La quasi-totalité de ce qu'ils consomment est prélevé dans la forêt et, en moyenne, un Mikea consacre deux heures (voire moins) par jour à recueillir la nourriture nécessaire pour une journée. La principale source de nourriture est constituée de tubercules, notamment en saison sèche, lorsque les autres aliments sont peu disponibles. Les adultes et les enfants des deux sexes creusent le sol avec un tige à pointe métallique (antsoro) et utilisent une sorte de raquette en bois (kipao). Le tubercule riche en amidon nommé ovy est rôti ou bouilli pour être consommé, tandis que le babo (ou baboho) est consommé pour l'hydratation et son eau recueillie pour faire bouillir les autres aliments ; le tubercule appelé tavolo est séché et broyé pour faire de la farine, vendue sur les marchés villageois. Ils cueillent aussi les fruits de la forêt, melons et miel, ce dernier produit étant une source importante de revenus pour les Mikea durant la saison des pluies. Pour obtenir de l'eau en saison des pluies, les Mikea recueillent l'eau de ruissellement des toits de leurs habitations à l'aide de bûches évidées et transportent l'eau, à pied ou dans des chariots tirés par des zébus, depuis les villages. En saison sèche les Mikea consomment leurs stocks de tubercules aqueuses (babo) et boivent l'eau des puits, naturels ou creusés par l'homme, lorsque cela est possible.
Les ressources clés en protéines sont les oiseaux et les tenrecs. Les adultes et les enfants utilisent des massues pour tuer les petits tenrec (tambotrika, pesant 0,4 kg), qu'on trouve toute l'année et le plus gros tandraka, qui pèse de 2 à 3 kg et qu'on trouve plus fréquemment en saison des pluies. Dans une moindre mesure, ils chassent aussi deux ou trois espèces de lémuriens, des chats sauvages, à l'occasion, des sangliers, des tortues et des rongeurs en utilisant des armes à feu, des lances et des chiens. Ils pratiquent aussi la pêche dans les lacs salés. Quelques Mikea élèvent des animaux pour la consommation ou la vente, tels que des chèvres, des poulets et des pintades ; les noix trouvées sur les arbres fournissent également un complément de protéines.
La principale culture des Mikea est le maïs, introduit à Madagascar dans les années 1890. Ils cultivent aussi parfois du manioc. La saison sèche est celle du défrichage des futurs champs de maïs, lesquels sont brûlés en octobre (agriculture itinérante appelée hatsaky) et ensemencés en novembre-décembre, au début de la saison des pluies. Le maïs est récolté trois mois plus tard et consommé durant la saison sèche ; les surplus sont séchés et vendus tandis qu'une partie est préservée pour être replantée l'année suivante (et éventuellement être consommée). Les commerçants qui collectent le maïs des Mikea à des fins d'exportation en tirent un bénéfice substantiel.
Les Mikea vivent dans une relation de mutualisme avec leurs voisins Masikoro et Vezo. Ils vivent principalement des ressources de la forêt mais pratiquent aussi une agriculture saisonnière. Leur mobilité et leur dépendance à la cueillette forestière s'opposent à la culture itinérante pratiquée en réponse aux changements environnementaux et à la pression économique sur leurs ressources et sur celles des Vezo et Masikoro. Les Mikea vendent les produits de la forêt, ainsi que des tapis tissés et les animaux qu'ils attrapent, aux marchés hebdomadaires des villages Vezo et Masikoro pour obtenir les produits qu'ils ne peuvent se procurer autrement, tels les vêtements et les médicaments. Certains migrent provisoirement dans les villages alentour ou à Morombe (la ville la plus proche), pour y travailler, par exemple pour défricher la forêt pour le compte des villageois ou pour établir les champs d'autres Mikea, ou pour garder les troupeaux de zébus. Ils se font à l'occasion payer en nature, par un ou plusieurs zébus, car cet animal est le symbole d'une forme de richesse et est sacrifié à l'occasion des cérémonies plutôt que consommé pour l'alimentation. La saison des pluies est celle durant laquelle les Mikea quittent préférentiellement leurs campements à la recherche de travail ou pour la récolte du maïs. C'est aussi à cette période que les Masikoro et les Vezo pénètrent dans la forêt pour y faire pousser du maïs.